# Альфа Индейца
Альфа Индейца (α Indi, α Ind) — звезда-гигант третьей звёздной величины в созвездии Индейца; находится на расстоянии около 98 световых лет от Солнца. Спектральный класс звезды — K0 III-IV, звезда исчерпала запасы водорода в ядре и уходит с главной последовательности. По массе звезда вдвое превосходит Солнце, возраст оценивается в миллиард лет. Радиус звезды составляет 12 радиусов Солнца. Эффективная температура фотосферы составляет 4893 K, звезда имеет оранжевый цвет. Возможно, звезда имеет два компаньона спектрального класса M, расположенных по меньшей мере в 2000 а.е. от главной звезды.
В Китае данную звезду называют  Pe Sze, также она известна как Перс.  Название Pe Sze относится к астеризму 波斯 (Bō Sī, Персия). В китайской астрономии α Indi известна под именем  波斯二 (Bō Sī èr, вторая звезда Персии)